# Coenochilus bicarinatus
Coenochilus bicarinatus är en skalbaggsart som beskrevs av Schein 1953. Coenochilus bicarinatus ingår i släktet Coenochilus och familjen Cetoniidae. Inga underarter finns listade i Catalogue of Life.